# عمالة الأطفال في السعودية
عمالة الأطفال في المملكة العربية السعودية غير قانونية، لا تسمح القوانين والأنظمة السعودية، لأي شخص يقل عمره عن 15 عامًا بالعمل، وتحظر أيضاً تكليفه بأعمال قد تضر بسلامته أو بصحته البدنية أو النفسية، أو استخدامه في الأعمال العسكرية أو النزاعات المسلحة.

## تعريفات
عمالة الأطفال حسب منظمة العمل الدولية (ILO)، هو عمل يحرم الأطفال من طفولتهم وكرامتهم، وهذا يضر بالنمو البدني والعقلي للطفل. تم تنظيم الجهود الدولية لإلغاء عمل الأطفال لأول مرة في مؤتمر العمل الدولي في برلين عام 1890. عمالة الأطفال أكثر انتشارًا في البلدان النامية، بما في ذلك الجزء الأكبر من الشرق الأوسط ، حيث يعمل ملايين الأطفال في المناجم والحقول وصناعات الخدمات.  كانت عمالة الأطفال موجودة عبر التاريخ وبلغت ذروتها في المجتمع الغربي خلال القرنين التاسع عشر والعشرين بعد بداية الثورة الصناعية. في البلدان الفقيرة يعمل واحد من كل أربعة أطفال في شكل من أشكال عمالة الأطفال. الأسباب الرئيسية لعمل الأطفال هو الفقر وعدم الحصول على التعليم. في كثير من الأحيان، يُعتبر الدخل الذي يجنيه الطفل من عمله عاملاً بالغ الأهمية لبقائهم على قيد الحياة وبقاء أسرهم.

## عواقب عمالة الأطفال
تشمل عواقب عمالة الأطفال التدخل في تعليم الطفل من خلال حرمانه من القدرة على الذهاب إلى المدرسة بسبب العمل. قد يُلزم الطفل بمغادرة المدرسة قبل إتمام الدراسة أو مطالبة الطفل بالالتحاق بالمدرسة إلى جانب العمل الطويل.  وفقًا لدراسة أجرتها منظمة العمل الدولية، فإن إرسال طفل إلى العمل بدلاً من الذهاب إلى المدرسة يمكن أن يؤدي إلى حدوث عيوب اقتصادية كبيرة للدول النامية. يقل احتمال التحاق الأطفال العاملين بالمدارس وينتج عن ذلك عدد أقل من المتعلمين وأقل قدرة على المنافسة اقتصاديًا في المستقبل.

## الرؤية السعودية 2030
أعلن الرؤية السعودية 2030 نائب ولي العهد الأمير محمد بن سلمان، ابن الملك سلمان. تهدف الخطة إلى تقليل اعتماد المملكة العربية السعودية على الهيدروكربونات من خلال زيادة اعتزازها بالهوية الوطنية والتراث الثقافي وتعزيز الرفاه البدني والاجتماعي، وتحسين نوعية الحياة وتحسين الصحة والتعليم.  يمكن أن تؤدي هذه التحسينات إلى إتاحة المزيد من الفرص للأطفال والآباء ذوي الخلفية الاقتصادية السيئة، مما قد يقلل من عمالة الأطفال في المملكة العربية السعودية.

## السياسة الوطنية
تنص السياسة الوطنية لمنع عمل الأطفال، على أن الحد الأدنى لسن الاستخدام في نظام العمل في المملكة –أو على وسائل النقل المسجلة على أراضيها– هو سن الخامسة عشرة، والذي يتسق مع الالتزامات الدولية للمملكة العربية السعودية، إذ صادقت المملكة عام 2001 على اتفاقية منظمة العمل الدولية رقم (182)، بشأن أسوأ الأشكال لعمل الأطفال الصادرة في عام (1999)، كما صادقت عام (2014) على اتفاقية منظمة العمل الدولية رقم (138) بشأن الحد الأدنى لسن الاستخدام، فضلاً عن التزام المملكة بتحقيق خطة التنمية المستدامة لعام 2030م. في 6 إبريل 2021م، صدرت موافقة مجلس الوزراء السعودي على السياسة الوطنية لمنع عمل الأطفال، وخطة العمل الوطنية لمنع عمل الأطفال، في المملكة العربية السعودية.

### نظام حماية الطفل
يهدف نظام حماية الطفل، إلى حمايته من كل أشكال الإيذاء والإهمال ومظاهرهما التي قد يتعرض لها في البيئة المحيطة به، وضمان حقوق الطفل الذي تعرض للإيذاء والإهمال، بتوفير الرعاية اللازمة له، ونشر الوعي بحقوق الطفل وتعريفه بها.

## الوضع الحالي لعمالة الأطفال
يُظهر تعداد المملكة العربية السعودية لعام 2011 أن الأطفال والشباب يشكلون نصف سكان المملكة البالغ عددهم 28 مليون نسمة. أظهرت دراسة أجرتها جامعة القصيم في عام 2015، وحملت عنوان «العوامل المرتبطة بعمالة الأطفال في المجتمع السعودي» من العواقب الوخيمة لعمل الأطفال. وجدت أن 70 في المئة من السعوديين العاملين لدى الآباء الأميين، 30 في المئة منهم الآباء يعرفون القراءة والكتابة، و 74 في المئة هم الذين تتراوح أعمارهم بين 12 و 14. ووفقا للدراسة، فأن 48٪ من الأطفال العاملين قد توقفت تعليمهم في المرحلة الإعدادية، وجاء بنسبة 37 في المائة في المرحلة الابتدائية، بينما تسرب 7 في المائة من المدرسة الثانوية.
الدراسة شملت حوالي 100 طفل سعودي تتراوح أعمارهم بين 8 و 15 سنة. وكشفت أن 49 بالمائة من المستجيبين يعيشون في أسرة كبيرة تضم أكثر من ثمانية أفراد، يليهم الأطفال الذين يعيشون في أسرة متوسطة الحجم. وأن سبعة وسبعون بالمائة من أسر هؤلاء الأطفال تعتمد على دخل رب الأسرة، و 22 بالمائة تعتمد على دخل أطفالهم، و 17 بالمائة على الجمعيات الخيرية. ويعيش 79٪ من أسر المستطلعين في منازل مستأجرة، بينما يعيش 21٪ منهم مع عائلات أخرى في مساكن مشتركة. وإن 54 في المائة منهم يبيعون الخضار، و 38 في المائة منهم يعملون في خدمة التوصيل، بينما يعمل 8 في المائة منهم كباعة متجولين.
كما أظهرت الدراسة أن 42٪ من الأطفال يقضون من أربع إلى ثماني ساعات يوميًا خارج المنزل، بينما يقضي 40٪ من ثماني إلى 12 ساعة، بينما يقضي 10٪ أكثر من 12 ساعة خارج المنزل. وبحسب الدراسة، فإن 43٪ من الأطفال العاملين يكسبون 50 ريالاً في اليوم، بينما يعمل الباقون بأجور أقل.
وفقًا لتقرير 2018 حول حقوق الإنسان في المملكة العربية السعودية الذي أجرته حكومة الولايات المتحدة يحظر القانون عمال الأطفال. ينص على أنه لا يُسمح لأي شخص يقل عمره عن 15 عامًا بالعمل إلا إذا كان ذلك الشخص هو المُعيل الوحيد لدعم الأسرة. إذا كان عمر الطفل ما بين 13 و 15 عامًا فيُسمح له بالعمل طالما لا يتعارض مع واجباته المدرسية. لا يُسمح للأطفال دون سن 18 عامًا بالعمل في فترات عمل أطول من 6 ساعات في اليوم. بالإضافة إلى ذلك، لا يجوز توظيف القاصرين تحت أي ظرف من الظروف في بيئات تعتبر خطرة أو ضارة. لا يوجد حد أدنى لسن العاملين في الشركات المملوكة للعائلة. تشمل هذه الأعمال والوظائف المنزلية الزراعة والرعي والخدمة المنزلية.

## مكافحة عمل الأطفال
وزارة الداخلية ووزارة الموارد البشرية والتنمية الاجتماعية إلى جانب هيئة حقوق الإنسان هي الجهات حكومية المسؤولة عن مكافحة عمل الأطفال. تقوم تلك الجهات بعمل جولات تفتيشية على المنشآت لضمان عدم استغلال الأطفال في مثل هذه القضايا، وتؤكد بأنها لن تسمح باستغلال الأطفال من أي شخص كان.
التبليغ عن مثل هذه الحالات يدخل في اختصاص أكثر من جهة بحسب الحالة، وفي العادة تقوم فرق البحث والتحري والدوريات السرية بعد التنسيق مع الجهات ذات العلاقة بمتابعة التشكيلات العصابية المستغلة للأطفال، لقياس مستوى تنظيمها وأهدافها، وفي حالة المخالفين الصغار لنظام العمل والإقامة يتم الترحيل بالتنسيق مع الجوازات والممثليات الدبلوماسية في المملكة، على أن تنفذ محكوميات المخالف الصغير في دار الملاحظة أو تنظر الجهة المعنية في مسألة إعفائه من العقوبة، والمخالف الكبير يحاكم ثم يرحل ولا تتدخل الشرطة إلا في جرائم وجنح المخالف الجنائية داخل المملكة.
لا يعد عمل الأطفال المواطنين في السعودية ظاهرة أو مشكلة في الوقت الحالي وذلك لعدة اعتبارات منها الاجتماعية والاقتصادية. والمخالفات تكون في الغالب لأبناء بعض الجاليات وهي قليلة جدا، ومخالفة لنظام العمل.وأغلب المنشآت التي تستغل الأطفال في العمل هي التي تعتمد على العمل اليدوي مثل ورش السيارات أو النجارة أو الحدادة.

## روابط خارجية
- نظام حماية الطفل في السعودية